# 구니에다 쓰요시
구니에다 쓰요시(일본어: 国枝 強, 1944년 9월 18일 ~ )는 일본의 전 축구 선수이다.

## 국가대표팀 경력
그는 1969년 FIFA 월드컵 예선에 참가할 일본 국가대표팀에 발탁되었으며, 10월 16일 오스트레일리아와의 경기에서 데뷔했다. 그는 국제 A매치 통산 2경기에 출전했다.

## 통계
| 일본 | 일본 | 일본 |
| 연도 | 출전 | 득점 |
| ---- | ---- | ---- |
| 1969 | 2    | 0    |
| 통산 | 2    | 0    |